# Kabinett Miettunen I
Das Kabinett Miettunen I wurde in Finnland am 14. Juli 1961 durch Ministerpräsident Martti Miettunen vom Landbund ML (Maalaisliitto) gebildet und löste das Kabinett Sukselainen II ab. Es blieb bis zum 13. April 1962 im Amt und wurde dann durch das Kabinett Karjalainen I abgelöst.

## Minister
Dem Kabinett gehörten folgende Minister an:
| Amt                                                             | Name                        | Partei      | Beginn der Amtszeit            | Ende der Amtszeit               |
| --------------------------------------------------------------- | --------------------------- | ----------- | ------------------------------ | ------------------------------- |
| Ministerpräsident                                               | Martti Miettunen            | ML          | 14. Juli 1961                  | 13. April 1962                  |
| Außenminister                                                   | Ahti Karjalainen            | ML          | 14. Juli 1961                  | 13. April 1962                  |
| Justizminister                                                  | Pauli Lehtosalo             | ML          | 14. Juli 1961                  | 13. April 1962                  |
| Innenminister                                                   | Eemil Luukka                | ML          | 14. Juli 1961                  | 13. April 1962                  |
| Verteidigungsminister                                           | Edvard Björkenheim          | ML          | 14. Juli 1961                  | 13. April 1962                  |
| Finanzminister                                                  | Wiljam Sarjala              | ML          | 14. Juli 1961                  | 13. April 1962                  |
| Stellvertretender Finanzminister                                | J. E. Niemi                 | ML          | 14. Juli 1961                  | 13. April 1962                  |
| Bildungsminister                                                | Heikki Hosia                | ML          | 14. Juli 1961                  | 13. April 1962                  |
| Landwirtschaftsminister                                         | Johannes Virolainen         | ML          | 14. Juli 1961                  | 13. April 1962                  |
| Stellvertretender Landwirtschaftsminister                       | Tahvo Rönkkö                | ML          | 14. Juli 1961                  | 13. April 1962                  |
| Minister für Verkehr und öffentliche Arbeiten                   | Kauno Kleemola Eeli Erkkilä | ML          | 14. Juli 1961 26. Februar 1962 | 26. Februar 1962 13. April 1962 |
| Stellvertretender Minister für Verkehr und öffentliche Arbeiten | Eeli Erkkilä                | ML          | 14. Juli 1961                  | 26. Februar 1962                |
| Minister für Handel und Industrie                               | Ilmari Hustich              | Parteiloser | 14. Juli 1961                  | 13. April 1962                  |
| Sozialministerin                                                | Vieno Simonen               | ML          | 14. Juli 1961                  | 13. April 1962                  |
| Stellvertretender Sozialminister                                | Mauno Jussila               | ML          | 14. Juli 1961                  | 13. April 1962                  |